# 第1ラテラン公会議
第1ラテラン公会議（だいいちラテランこうかいぎ）は、1123年3月18日から27日にかけてローマのサン・ジョバンニ・イン・ラテラノ大聖堂に隣接していたラテラノ宮殿で行われたカトリック教会の公会議。ヴォルムス協約の承認を求めた教皇カリストゥス2世によって召集された。第1ラテラノ公会議とも表記される。
この西方地域で初めて行われた普遍公会議は、すべて東方で行われた古代の公会議や正教会が承認する公会議と性格を異にし、教皇権の伸張にともない、西方教会においては公会議が、ローマ教皇を中心に教会のさまざまな問題を討議し解決するための場となったことを示している。以降、西方教会が承認する公会議はすべて西方で開催された。

## 経緯
1122年にドイツのヴォルムスにおいて、神聖ローマ皇帝ハインリヒ5世とローマ教皇カリストゥス2世の間でヴォルムス協約が結ばれた。この協約は神聖ローマ帝国内で世俗権力と教会が争った聖職者の叙任権の問題（叙任権闘争）を解決し、「叙任権は教会にあり、皇帝は世俗の権威のみを与える」と取り決めたものだった。ヴォルムス協約をカトリック教会の司教団に承認してもらうためにカリストゥス2世が主宰したのが当公会議である。これにより中世に入って行われていなかった公会議が復活することとなった。

## 内容
議事録などの公式な資料は残っていないが、参加者は司教など300人ほどであったと考えられている。公会議の採択した教令や種々の資料からわかるのは、この会議で扱われたテーマは以下のようなものであったと言うことである。
- 司教団によるヴォルムス協約の承認
- ブレーメン＝ハンブルク大司教によるスカンジナビアに対する管区大司教権の請求
- ラヴェンナ大司教によるフェラーラに対する裁治権の請求
- シエナとアレッツォの司教間の裁治権を巡る争い
- ボルドーのサンマケールとサントクロワの修道院間の裁治権を巡る争い
- ピサとジェノバによるコルシカ島に対する裁治権の帰属を巡る争い
- コンスタンツ司教コンラートの列聖
- ブレーメン＝ハンブルク大司教アダルベロの叙階

また、複雑な問題に関しては専門家による特別委員会が設置された。
この会議において最大の懸案とされたコルシカ島教会の裁治権を巡るピサとジェノバの争いにおいては、12人の大司教と12人の司教からなる調査委員会が設けられた。当問題に関しては、ローマ教会の古文書を精査した結果、ピサ人がコルシカ教会に対して行使していた権利には正当な根拠がないことが判明。ジェノバ側の勝利となった。
しかし、この争いはこれで解決したわけではなく、その後もくすぶり続けた。決着したのはインノケンティウス2世がコルシカ教会の裁治権を南北に二分し、南をピサ大司教に、北をジェノバ大司教に帰属させたことによってであった。

## カノン
この会議で公布されたカノンは、17のカノンからなる「α版」と、22のカノンからなる「β版」が存在している。本項では「β版」を取り扱う。そのカノンの主な内容は以下の通りである。
1．聖職売買の禁止
2．破門された司教が他の司教や大修道院長らと関わりを持つことを禁止
3．俗人による聖職叙任の禁止
4．司教の許可なく司牧権や聖職禄を低次の聖職者に譲渡することを禁止
5．対立教皇グレゴリウス8世及び彼が叙任した司教による叙任の無効
6．品級と役職の一致
7．副助祭司以上の聖職者の婚姻及び内縁関係の禁止
8．俗人による教会財産の私的利用を聖所侵犯の一形態として非難
9．近親婚を非難
10．十字軍兵士として出征の誓願を立てた者は、その誓願を取り消すことはできず、その年の復活祭から翌年の復活祭までの間に出兵しなければならない
11．門前居住民Porticaniの財産の保全
12．教会奉納物を私有した俗人は破門
13．偽造貨幣の鋳造者、使用者は破門
14．聖地巡礼者や商人に対する略奪行為を働いた者は破門
15．神の平和・休戦の遵守
16．司教優位の原則、司教の司牧責任を明示（4．と同意）
　　具体的には、
　　・修道士は司教に従属しなければならない
　　・修道士は聖別・一般大衆や巡礼者への祝福をしてはいけない、また病人の告白を聞いてはいけない
　　・司祭は司牧権に責任を負う司教によって任命されなければならない
17．教皇領であるベネヴェントの街を軍事力によって占有しようとした者は破門（シチリア王ルッジェーロ2世による侵略を牽制するため）
18．司教の許可なく俗人が十分の一税を受領することを禁止
19．修道士や大修道院長による教会や司教の財産の借用の禁止
20．以下の者は破門される
　　・教会や修道院を荒らした者
　　・教会や修道院の関係者を傷害した者
　　・礼拝者に対して暴行や略奪を働いた者
21．7．と同意
22．教会財産の譲渡の禁止
これらのカノンはテーマ別に分けると次のようになる。
教会改革運動の流れをくむカノン（1，3，6，7，21）、俗人による聖職者や教会財産の乱用に対処するカノン（8，12，18，20）、司教権の分裂の是正を目的としたカノン（2，4，16，18，19，22）、地方の問題、時事的な問題に対処するカノン（5，9，10，11，12，13，14，15，17）である。

## 影響
数年の間に、イングランド、ノルマンディー、フランス、スペインの地方教会会議において発せられた法令の中に各地方の実情に適合する形で第1ラテラノ公会議のカノンが反映された。
また、22のカノンの中から14のカノンがグラティアヌス教令集に収録され、ヨーロッパの各教会裁判所で画一的な法適用がなされるための基礎となった。加えて、グラティアヌス教令集の中では教皇の首位性が反映されており、世に普及していく過程で教皇権も急速に拡大していった。